# Завод Цегельского
Завод Цегельского (пол. H. Cegielski — Poznań S.A. — HCP') — польская машиностроительная компания, расположенная в городе Познань.

## История
Компания была основана в 1846 году Хиполитом Цегельским и первоначально занималась металлообработкой. С 1849 по 1855 годы предприятие занималось ремонтом сельскохозяйственного инвентаря, а в 1855 году, в связи с необходимостью расширения (предприятие располагалось около отеля «Bazar»), перемещается на другую улицу города — Коза (ul. Kozią). Компания помимо ремонта, начинает выпускать сельхозтехнику, что приводит к необходимости дальнейшего расширения и в 1859 году предприятие перемещается на Оружейную улицу (ul. Strzelecką).
С 1860 года в новых зданиях завода начинается выпуск локомобилей (преимущественно тракторов). В 1868 году умирает Хипполит Цегельский, который оставил потомкам динамично развивающуюся компанию, в которой по данным на 1869 год работало порядка 300 человек.
Вскоре умирает Владислав Бентовски — один из совладельцев, в результате чего в 1880 году владельцем становится сын Хиполита Цегельского — Стефан, а компания стала называться «Fabryką Machin i Urządzeń Rolniczych H. Cegielski w Poznaniu». Из-за финансовых трудностей, в 1889 году Стефан Цегельский был вынужден преобразовать компанию в акционерное общество. В связи с этим, компания меняет название на «H. Cegielski Towarzystwo Akcyjne w Poznaniu» («Акционерная компания Цегельского в Познани»). В 1911 году часть предприятия перемещается на Главную улицу (ul. Główną).
В 1919 году компания приобрела помещения фабрики Юлиуса Моэгелина завода Паулюса и завода «Термоэлектромотор», а через год купила помещения фабрики братьев Лессеров.
С 1921 года начата постройка товарных, а с 1928 года пассажирские вагонов. Железнодорожные вагоны выпускались до 1960-х годов.
В период с 1926 по 1932 год было построено 164 паровоза Ty23, разработанного в начале 1920-х годов под руководством инженера Вацлава Лопушинского. В 1927 году был создан первый полностью польский паровоз OKL27.
В 1927 году компания была переименована в «H.Cegielski Spółka Akcyjna w Poznaniu».
В 1934 году начато производство моторных вагонов «Люкс-Торпеда».
В 1930—1940-х годах на заводе Цегельского развивалось производство котельного и холодильного оборудования. Производились железные конструкции, ангары, радиобашни и газовые резервуары.
Во время немецкой оккупации (1939—1944) управлением Deutsche Waffen und Munitionsfabriken (DWM) заводы выполняли различные заказы немецкой армии.
После войны фабрика была национализирована, в 1949 году имя было изменено на «Zakłady Metalowe im. Józefa Stalina — Poznań» (ZISPO) — «Предприятия им. Сталина — Познань».
В период 1949—1957 годов по заказу МПС СССР было построено 910 паровозов Эр. Всего до 1958 года заводами Цегельского было построено 2627 паровозов.
28 июня 1956 года рабочие вагоностроительного завода вышли на улицы Познани с протестом против условий труда и оплаты. Эти события сейчас известны как «Познанский июнь» (Poznański Czerwiec).
1 ноября того же года название предприятия было изменено на «Zakłady Przemysłu Metalowego H.Cegielski w Poznaniu, Państwowy Przedsiębiorstwo».
В 1956 году началось производство двухтактных судовых двигателей на лицензии Sulzer Brothers Ltd. (сейчас Wӓrtsilӓ). В 1959 году началось производство двигателей по лицензии датской компании Burmeister and Wain (сейчас MAN Diesel&Turbo). В дальнейшем выпускались судовые двигатели мощностью от 120 до 27 000 л. с. В частности дизеля заводов Цегельского установлены на лайнере «Михаил Лермонтов».
В 1966 году Познанский машиностроительный и металлообрабатывающий комбинат награждён орденом «Знамя Труда» 1-й степени.
В 1970 году началось производство тепловозов SP45, SU46, SP47 и электровозов ET41, EU07 и EM10.
В 1995 году компания была преобразована в государственную компанию под названием H. Cegielski — Poznań SA, а в 1996—1999 годах в результате структурных изменений было разделено 9 филиалов.
В 1997 году на базе Локомотиво и вагоностроительного завода (Fabryki Lokomotyw i Wagonów) было создано предприятие «Г. Цегельский — Завод рельсовых транспортных средств» (H. Cegielski — Fabryka Pojazdów Szynowych Sp. z o.o).
В результате реструктуризации в 2010—2012 годах, была создана HCP Capital Group, объединяющая 4 компании.